# 삼성동 아이파크
삼성동 아이파크(영어: Samseong-dong IPARK), 아이파크 삼성(영어: IPARK Samseong)은 대한민국 서울특별시 강남구 삼성동 영동대로 옆에 위치한 주거단지로 최고 46층의 초고층 아파트 3개동 449가구로 구성되어 있다. 현대산업개발이 시행과 시공을 담당했으며 설계는 (주)건원 종합건축사사무소가 맡았다. 비슷한 시기 완공한 타워팰리스와는 달리 주상복합이 아닌 아파트로 설계됐으며, 입주 후 10년 넘게 대한민국을 대표하는 고가 아파트로의 지위를 이어가고 있다.
103동은 지상 46층, 101동은 지상 45층, 102동은 지상 39층으로, 언덕 위에 위치하고 있어 조망이 좋은 곳으로 알려져 있다. 2004년 5월 완공 이후 타워팰리스, 현대 하이페리온과 더불어 서울의 초고층 아파트 중 하나가 되었다.

## 역사
삼성동 아이파크 부지는 원래 현대산업개발의 본사 건물이었다. 당초 70년대 말 이 회사의 전신인 한라건설 소유에서 현대양행으로 넘어간 뒤 80년 신군부가 현대양행을 한국중공업으로 넘겨 1999년까지 한국중공업 사옥으로 이용되어 왔다.
그러나 지난 88년 현대산업개발이 한국중공업을 상대로 소송을 제기해 지난 96년대 법원으로부터 소유권 확정 승소 판결을 받았고, 98년 7월에는 법원이 한국중공업측에 영동사옥을 현대에게 명도하라는 판결을 내린 데 따라 1999년부터 현대산업개발 본사로 사용됐다.
서울 강남권을 중심으로 프리미엄 주거단지에 대한 수요가 생겨나기 시작하면서 현대산업개발은 이곳에 초고층 고급 주거단지를 계획하게 됐다. 이에 따라 공급면적 230m2(舊 69형) 이상의 대형으로만 구성된 삼성동 아이파크 346세대를 2000년 11월 서울시 10차 동시분양을 통해 공급했으나 부동산 경기의 침체로 계약률이 예상보다 저조해 설계를 변경, 세대구성과 분양가를 재조정해 2001년 9월 8차 동시분양을 통해 현재과 같은 공급면적 183m2~350m2, 449가구로 공급했다.
이후 2002년에 착공하여 2004년 5월 완공 및 입주를 시작한 삼성동 아이파크는 입주 이후 10년이 넘도록 대한민국을 대표하는 고급 주거단지로의 위상을 이어가고 있다.
특히, 2014년 6월 KB국민은행 부동산 통계에 따르면 5월 30일 시세 기준 m2당 가장 비싼 아파트톱 10에서 삼성동 아이파크만 재건축이 아닌 단지로 유일하게 이름을 올린바 있다.

## 구성 및 높이
| 동 명칭 | 층수 | 높이 |
| ------- | ---- | ---- |
| 101동   | 45층 | 156m |
| 102동   | 39층 | 133m |
| 103동   | 46층 | 160m |

## 특징

### 부동산과 매물
서울에서 가장 비싼 아파트 6위에 들어간 삼성동 아이파크의 가격은 47억이다. 펜트하우스는 가격이 20억 ~ 50억이 넘는 아파트와 그것보다 비싼 아파트가 있다. 55평에서 104평까지가 있으며 73평형이 넒다.
59평형은 전용면적이 48평이고 73평형은 전용면적이 60평인데 둘다 방 4개와 욕실 2개로 구성되며 59평형은 18억원(저층부), 73평형(25억원)은 고층부다.
| 평     | 전용면적      | 내부 시설        | 호가   | 특이사항 |
| ------ | ------------- | ---------------- | ------ | -------- |
| 59평형 | 전용면적 48평 | 방 4개, 욕실 2개 | 18억원 | 저층부   |
| 73평형 | 전용면적 60평 | 방 4개, 욕실 2개 | 25억원 | 고층부   |

## 시설

### 상업 시설
아파트 인근에 코엑스가 있으며 현대백화점 무역센터점이 위치해 있다.

### 내부 시설
다음은 삼성동 아이파크의 내부 시설이다. 지하주차장은 지하 1층에서 3층까지 있고 아파트는 1층에서 46층까지 있고 그 시설에는 마스터룸, 욕실, 드레스룸, 주방, 야외테라스, 게스트욕실, 리셉션 직원이 있지만 101동은 최고 39층, 102동은 최고 45층, 103동은 최고 46층이 있다.
| 층수                | 시설                                 |
| ------------------- | ------------------------------------ |
| 46층                | 아파트(103동)                        |
| 40층 ~ 45층         | 아파트(102동)                        |
| 3층 ~ 39층          | 아파트                               |
| 2층 ~ 39층          | 아파트, 서브침실                     |
| 1층                 | 로비, 아파트, 카드키 시스템, CCTV 등 |
| 지하 3층 ~ 지하 1층 | 지하주차장                           |

## 사건 및 사고

### 삼성동 아이파크 헬리콥터 충돌 사고
2013년 11월 16일 김포국제공항에서 이륙하여 잠실 선착장에서 LG그룹 임원들을 태우고 전주시로 갈 계획이었던 LG전자 소속 헬리콥터가 안개 때문에 오전 8시 4분경 102(B)동 23~24층에 충돌하고 추락한 사고가 발생한 바 있다. 이로 인하여 조종사와 부조종사 등 2명의 사망자가 발생했으나 아파트 주민들은 사상자가 없었다.

### 배우 김주혁 사망사고
2017년 10월 30일 배우 김주혁이 타고 있던 벤츠 G바겐 차량이 도로 주행중이던 그랜저와 충돌해 삼성동 아이파크 입구 계단으로 2M 추락하여 전복되었다. 사고 후 주민신고로 119에 구조되어 건국대학교 병원으로 이송되었지만 큰 부상으로 의식이 없는 상태로 치료를 받다가 끝내 숨지고 말았다. 사고 전날 까지만 해도 TV에 출연하였다가 갑작스레 비보가 전해지자 전국민은 충격에 휩싸였고, 신체적 질환이 있지는 않았는지 부검을 실시하였으나, 국과수에서는 질환이 없었으며, 두부외상이 사인이라고 밝혔고, 몇주뒤 차량 블랙박스를 수집하였다. 녹음 기능은 꺼져있었으며, 차량 결함도 미확인되었다고 발표되었다. 이 때문에 김주혁의 사건은 아직도 미궁으로 남아있다.

## 대중문화

### 영화
- 2005년에 개봉한 애인에 나온다.
- 2019년에 개봉한 내안의 그놈에 나온다.

## 갤러리

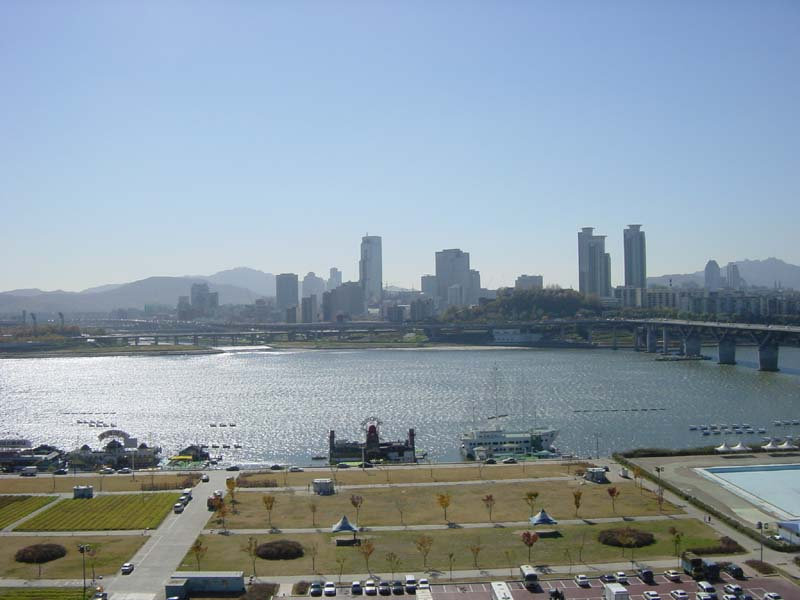
멀리서 본 삼성동 아이파크.
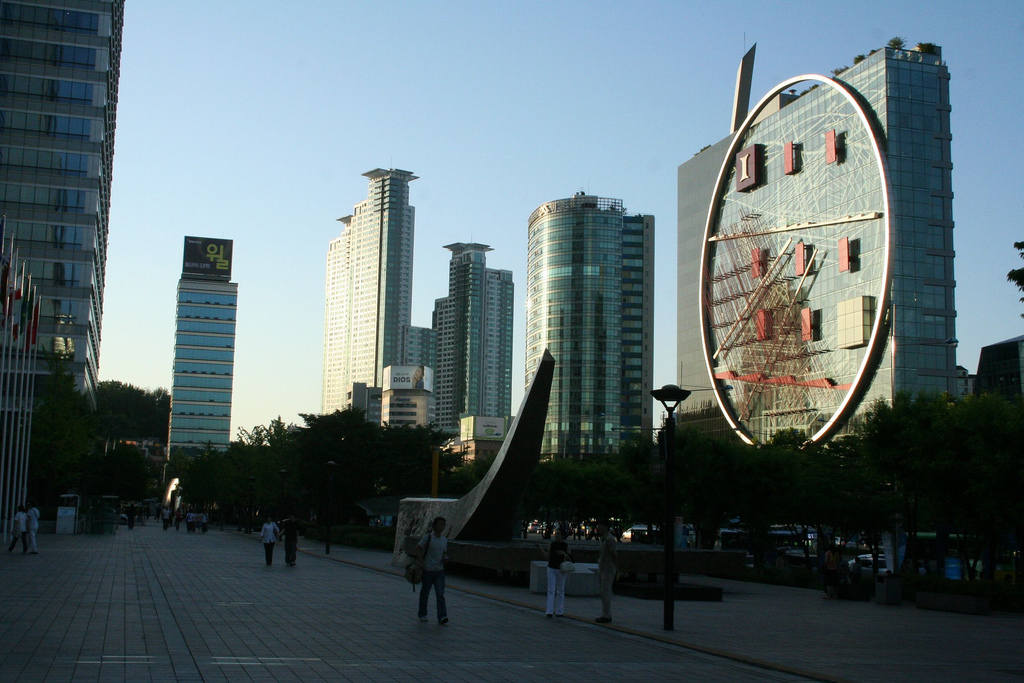
아이파크타워와 삼성동 아이파크.
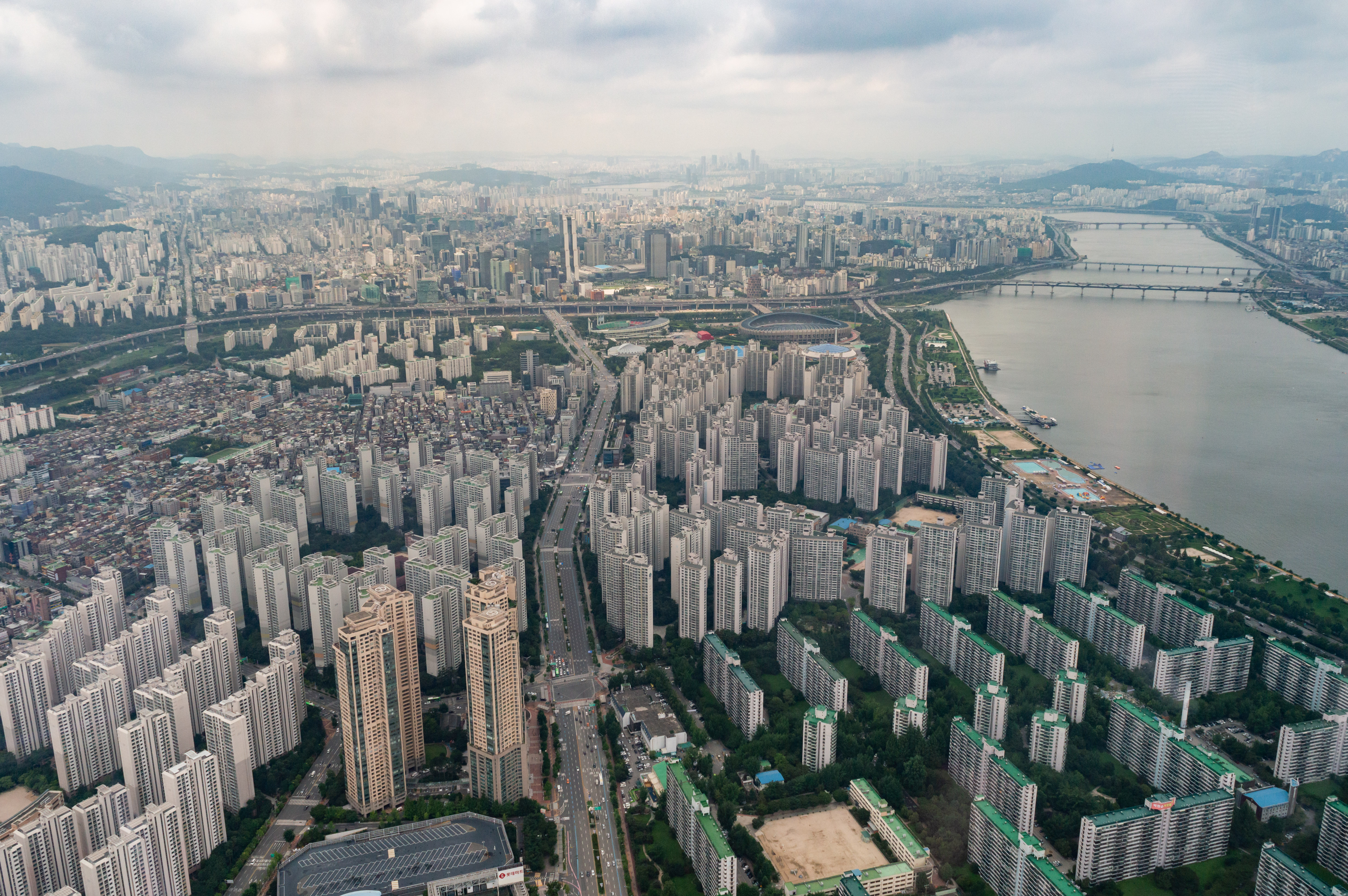
롯데월드타워에서 바라본 삼성동 아이파크.
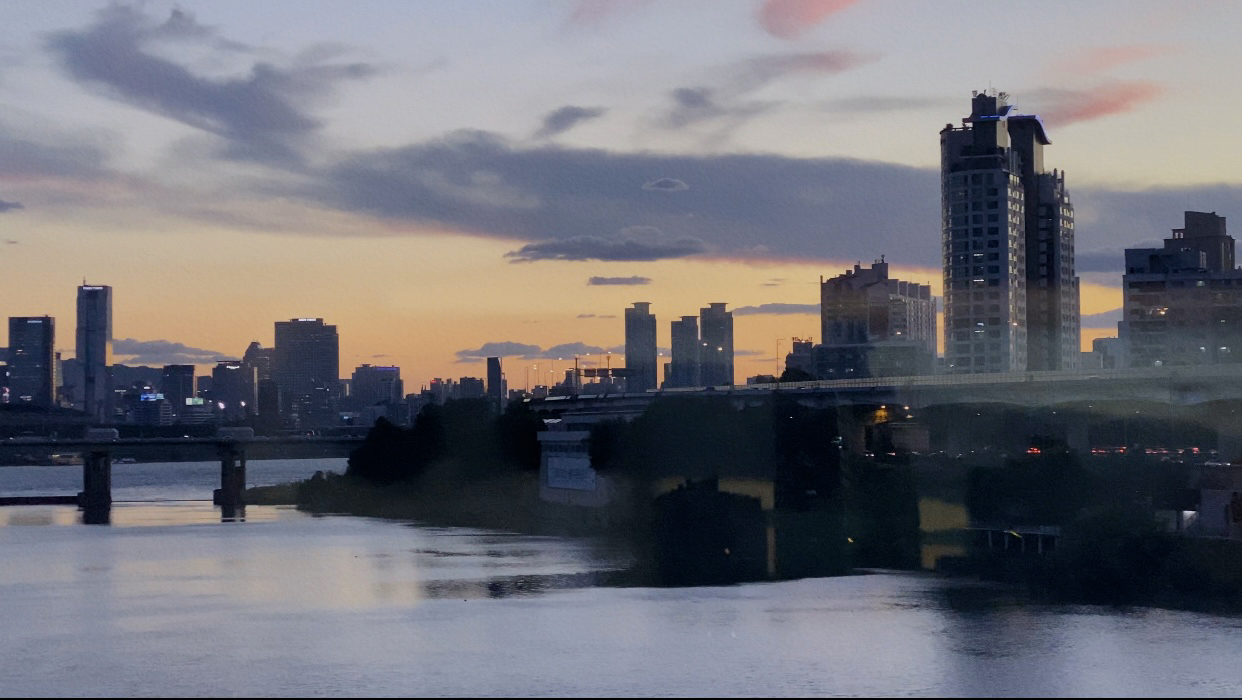
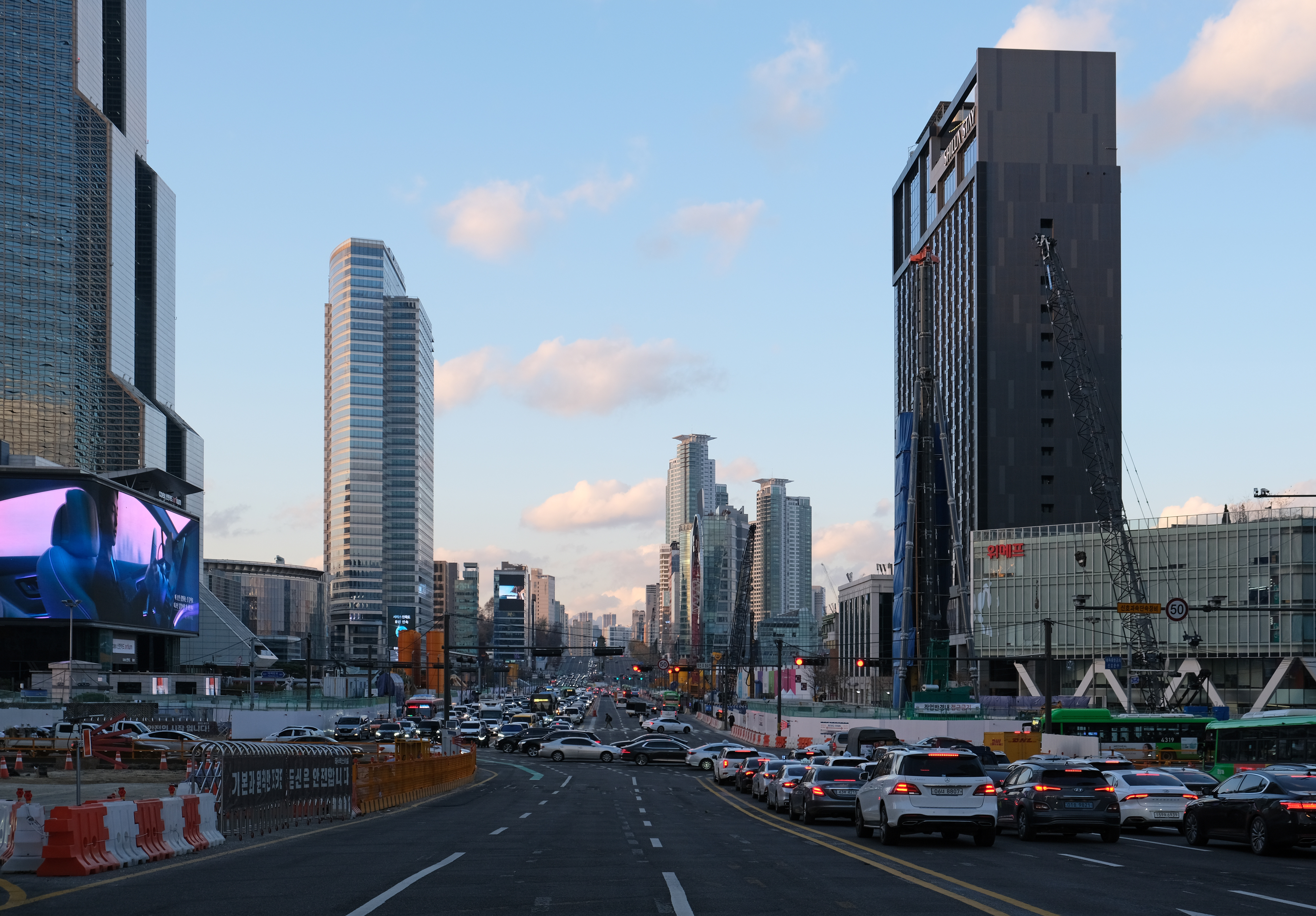
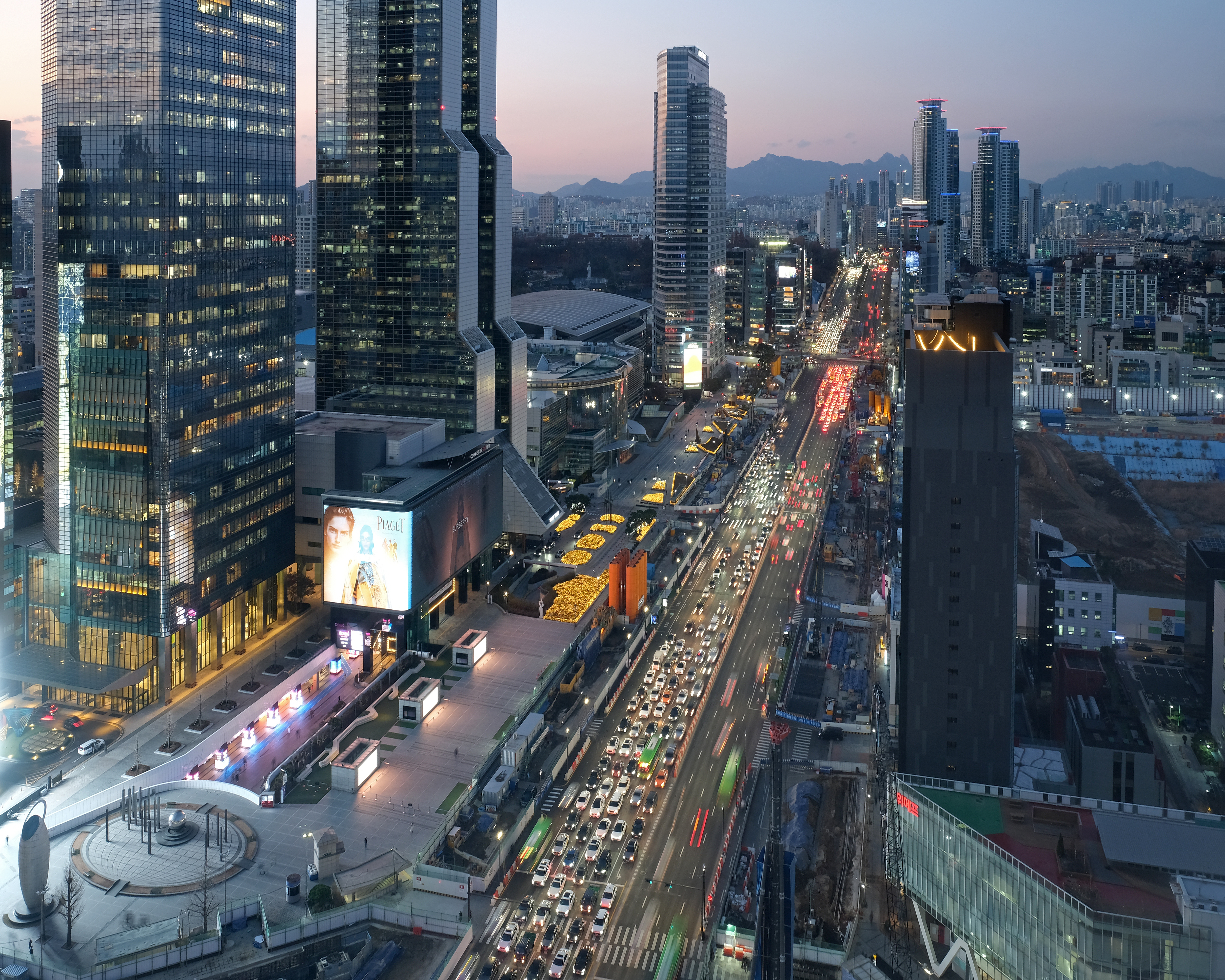
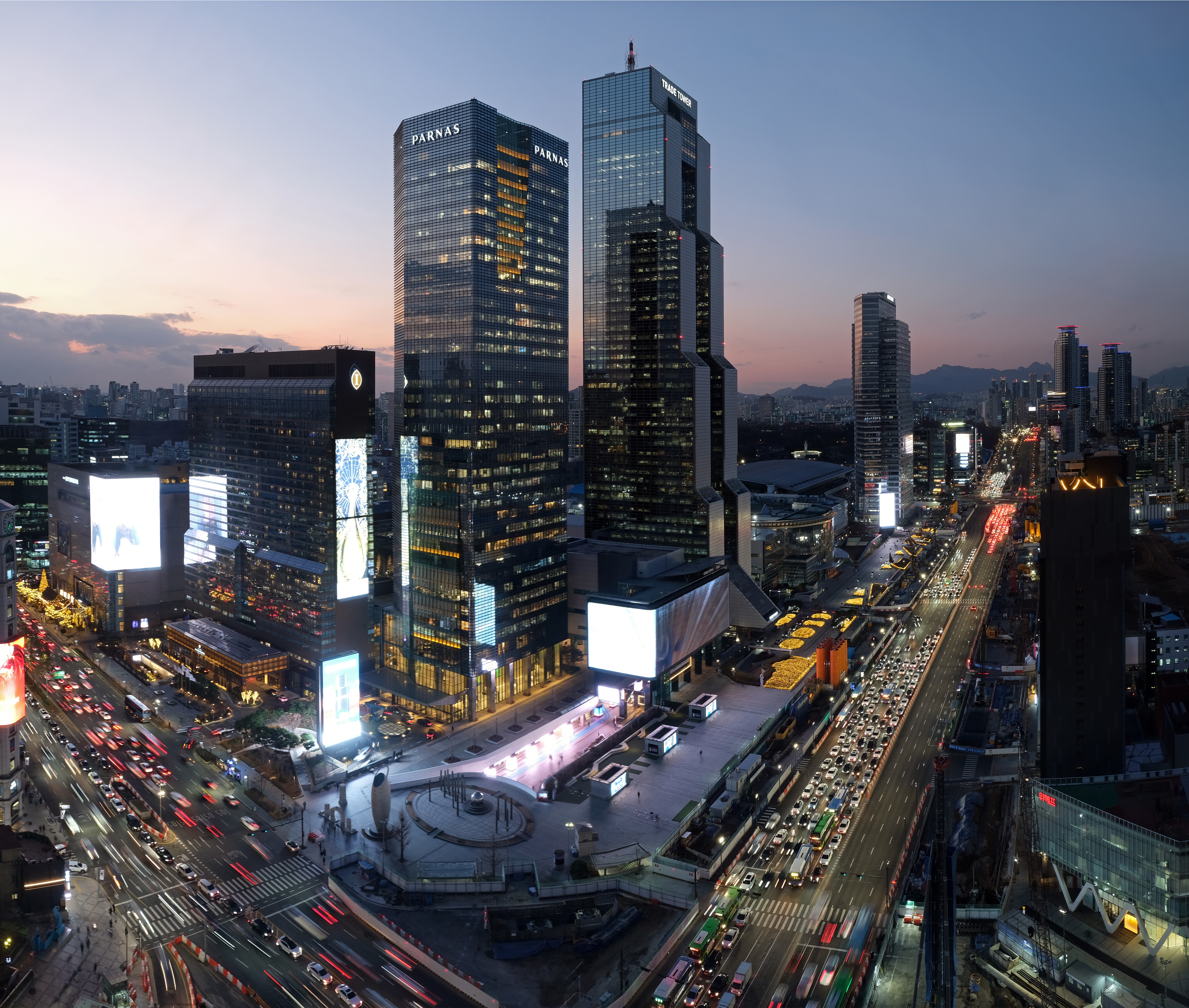
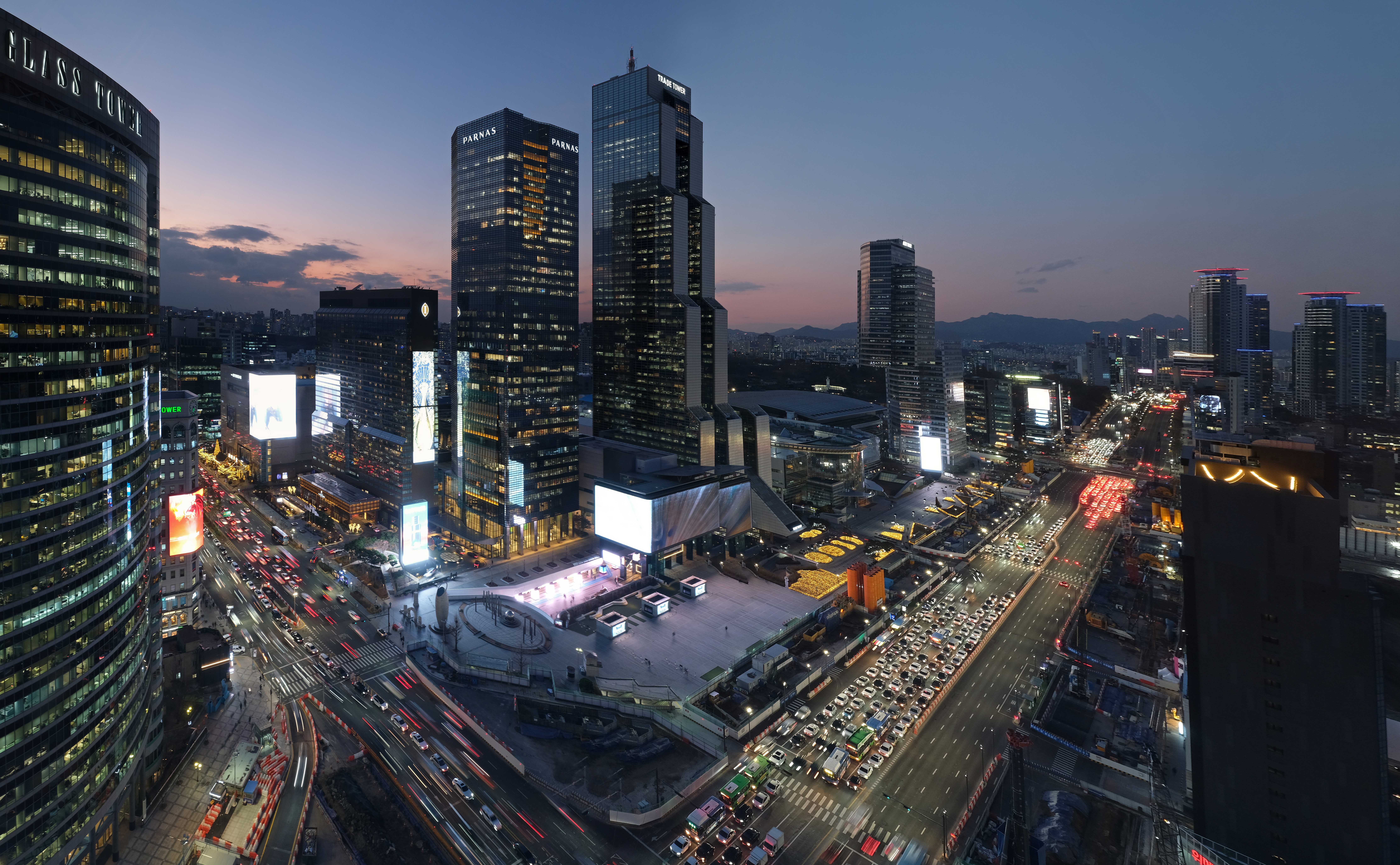
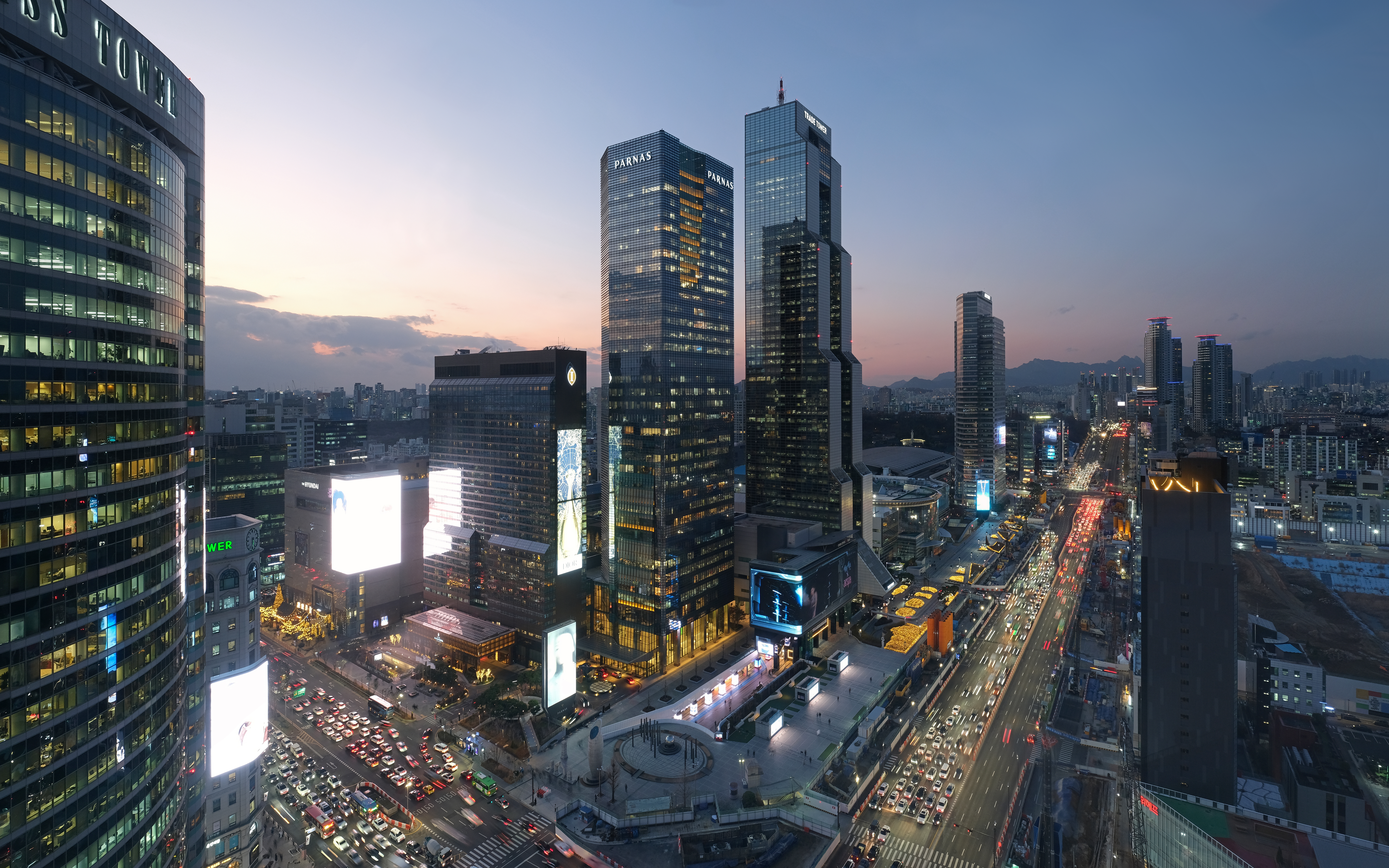
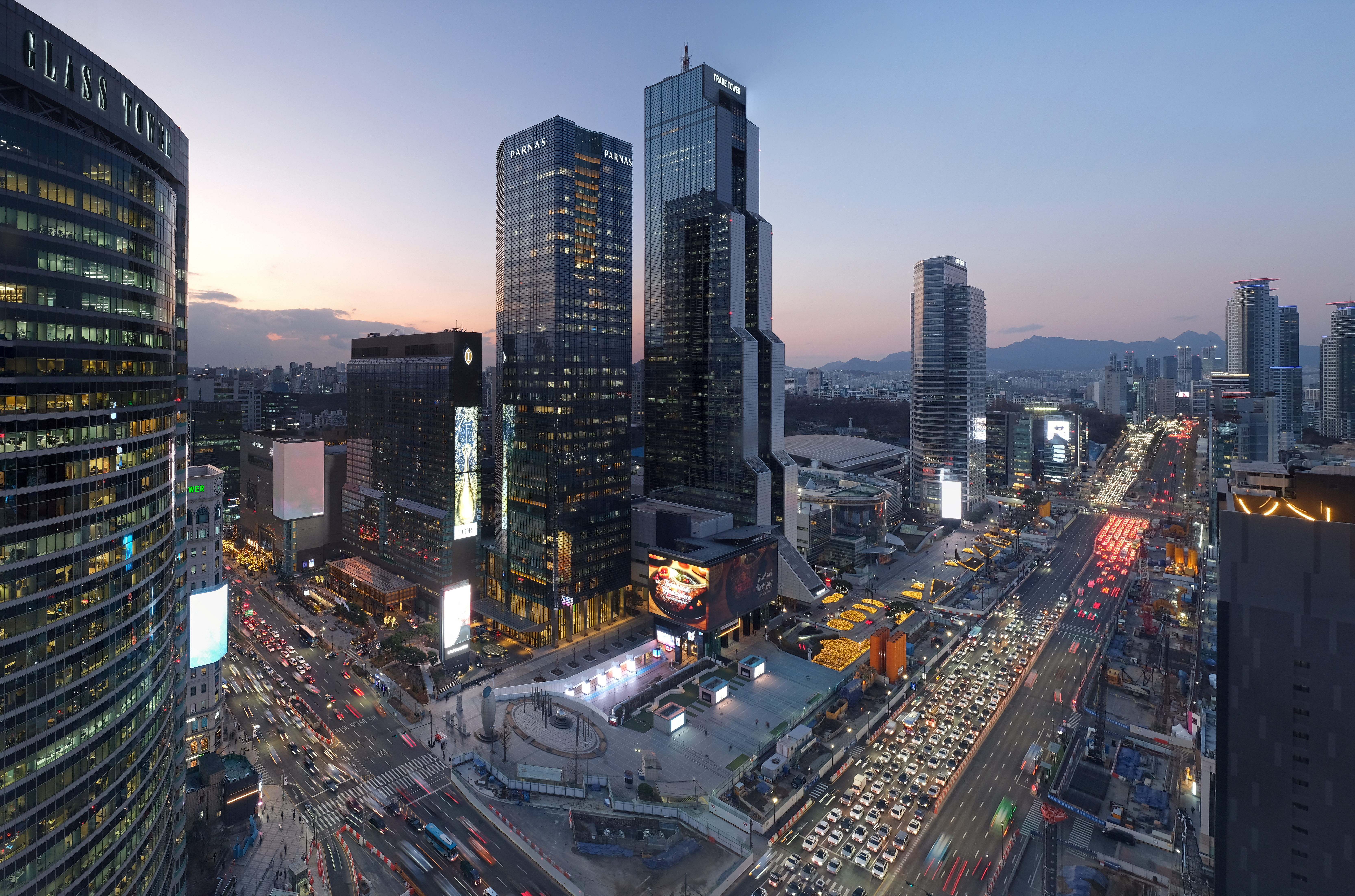
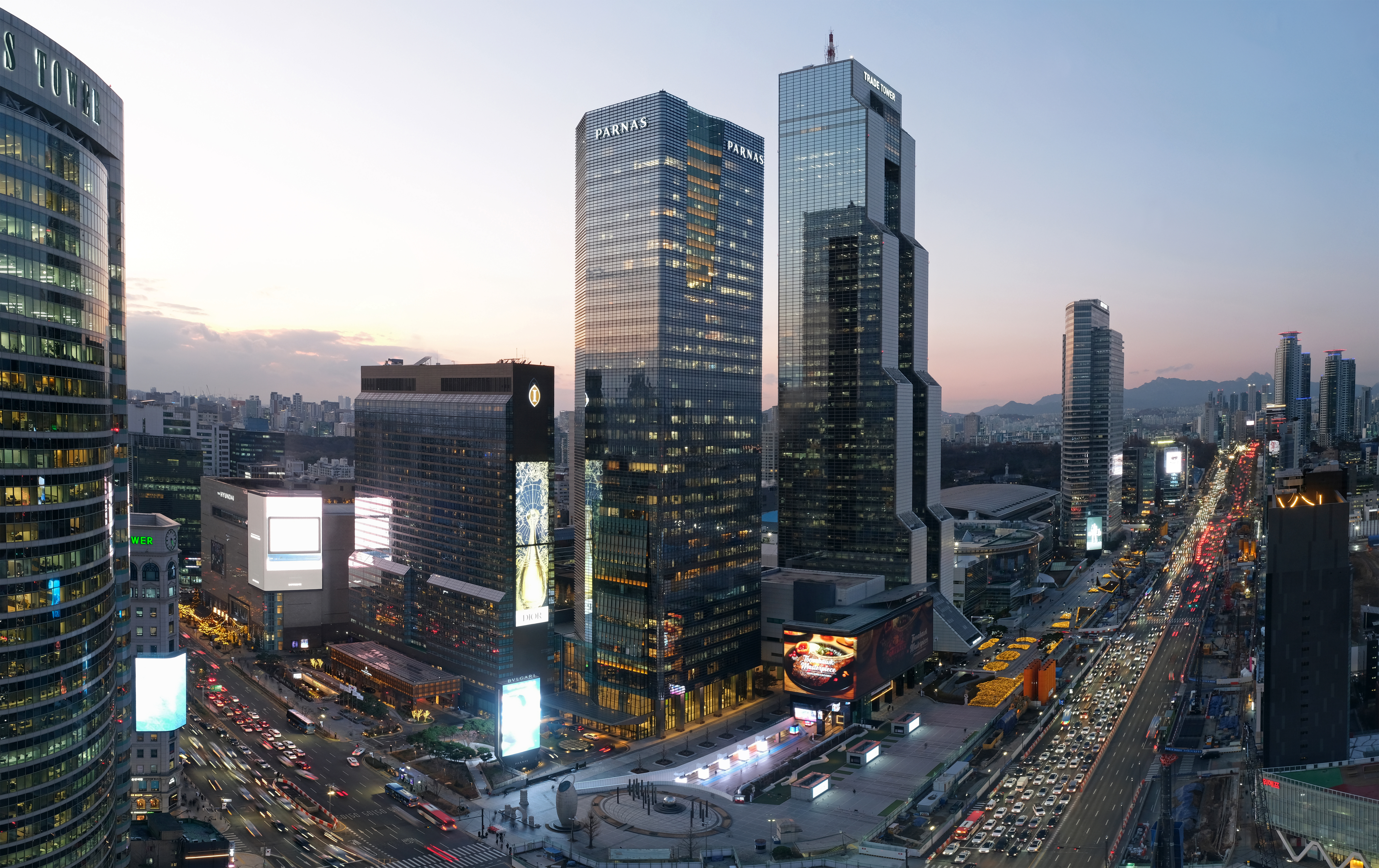
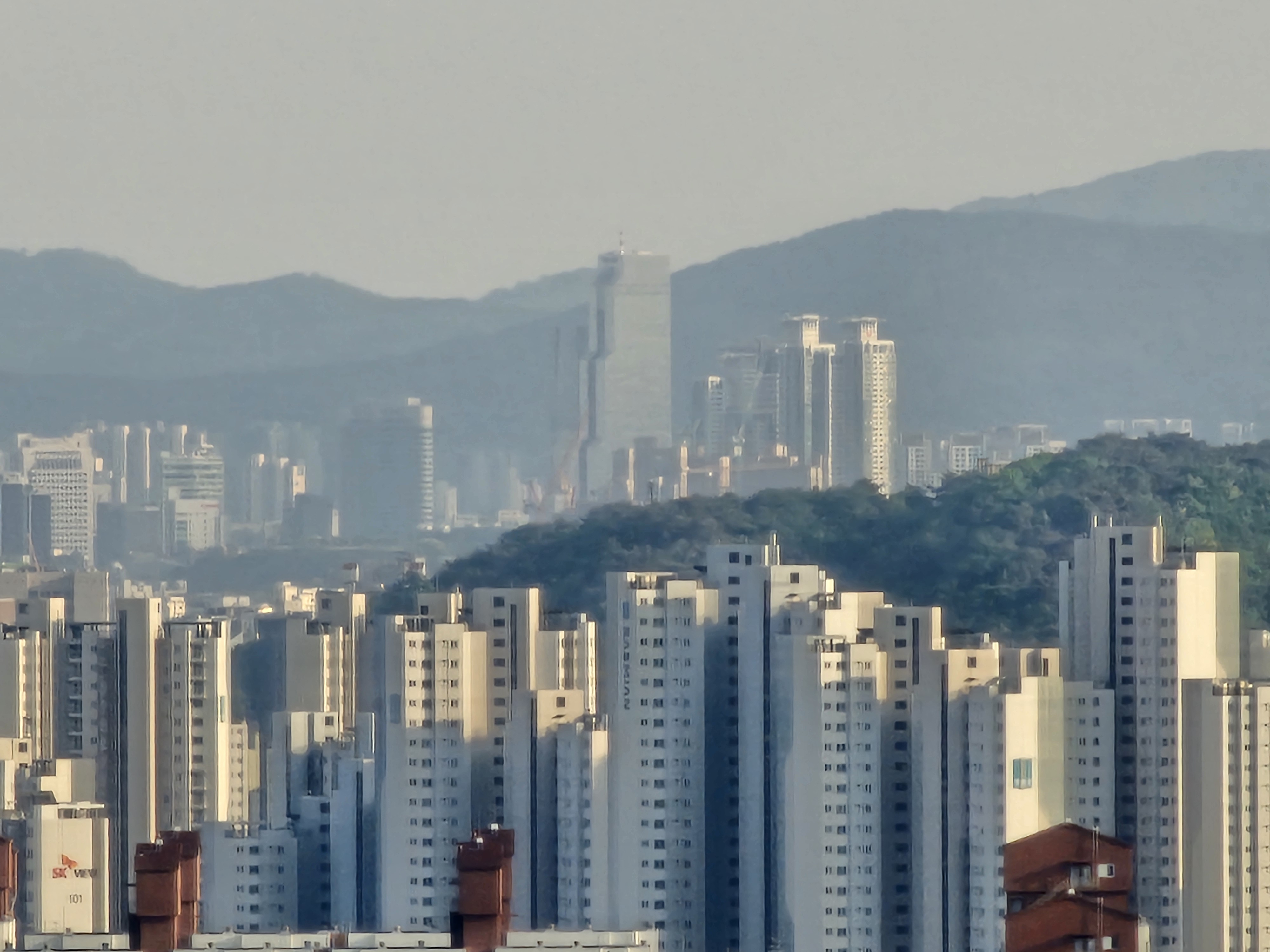
씨드큐브 창동에서 본 삼성동 아이파크

## 교통
- ● 서울 지하철 7호선 - 청담역
- ● 서울 지하철 9호선 - 봉은사역

## 같이 보기
- 아이파크
- 해운대 아이파크
- 타워팰리스
- 대한민국의 마천루 목록
- 서울특별시의 마천루 목록
- 서울 강남구의 마천루 목록